# Otto Luxenburger
Otto Luxenburger (* 4. Februar 1862 in Zweibrücken; † 18. Juni 1936) war ein deutscher Verwaltungsjurist.

## Leben
Nach dem Studium der Rechtswissenschaften und bestandenem Staatskonkurs wurde Luxenburger 1889 Bezirksamtsassessor in Schweinfurt, 1898 Regierungsassessor bei der Regierung von Unterfranken, Kammer des Innern, 1900 Bezirksamtmann in Gerolzhofen, 1902 Regierungsrat bei der Regierung der Pfalz, Kammer des Innern. 1910 wurde als Regierungsrat ins Innenministerium berufen und am 1. April 1911 zum Oberregierungsrat berufen, ab Mai 1913 mit Titel und Rang eines Ministerialrats. Am 1. September 1916 wurde er Ministerialrat. Im April 1920 erhielt er den Titel eines Geheimen Rats. Vom 1. Oktober 1923 bis 1. April 1930 war er Senatspräsident beim Verwaltungsgerichtshof. 1930 trat er in den Ruhestand.

## Schriften
- Aus Familie und Kanzlei – Gedichte (Druck & Verlag St. Josef in Landau-Queichheim, Pfalz, 1937).